# Regionalwahlen in Gambia 2008
Die Regionalwahlen 2008 (englisch 2008 Local Government Election) in dem westafrikanischen Staat Gambia fanden am 24. Januar 2008 statt.

## Wahl zu den Stadt-, Gemeinde- und Regionalräten
Die Regionalwahlen umfassten die Stadtratswahlen für das Banjul City Council, Gemeinderatswahlen für das Kanifing Municipal Council sowie die Wahlen zu den Regionalräten Basse Area Council, Brikama Area Council, Janjanbureh Area Council, Kerewan Area Council, Kuntaur Area Council und Mansakonko Area Council.

## Ergebnisse der Wahlen

### Banjul City Council
| Wahl zum Vorsteher des Banjul City Councils |        |                     |         |             |
|                                             | Partei | Kandidat            | Stimmen | Stimmanteil |
|                                             | APRC   | Samba Faal          | 4.640   | 81,30 %     |
|                                             | UDP    | Femi Peters         | 1.067   | 18,70 %     |
|                                             |        | abgegebene Stimmen: | 5.707   |             |

Bei den Wahlen in der Banjul Administrative Area wurde der Stadtrat von Banjul, dem Banjul City Council, neu gewählt. Gewählt wurde für dessen Vorsteher, dem Oberbürgermeister (englisch Lord Mayor of Banjul), der Kandidat der Alliance for Patriotic Reorientation and Construction (APRC) Samba Faal.
Stadtratsmitglieder:
- Banjul South
  - Njaga Jammeh (APRC) für den Wahlbezirk Jollof Town
  - Momodou Njie (APRC) für den Wahlbezirk Half Die (ohne Gegenkandidaten)
  - Catherine Cherry (APRC) für den Wahlbezirk Portuguese Town
- Banjul North
  - Landing Sanyang (APRC) für den Wahlbezirk Box Bar
  - Aminata S. Jadama (APRC) für den Wahlbezirk Campama
  - Awa Sillah Njie (APRC) für den Wahlbezirk Crab Island
- Banjul Central
  - Winston Shyngle (APRC) für den Wahlbezirk New Town West
  - Hassan Ms Cham (APRC) für den Wahlbezirk New Town East (ohne Gegenkandidaten)
  - Marie A. Dalliah (APRC) für den Wahlbezirk Soldier Town (ohne Gegenkandidaten)

### Kanifing Municipal Council
| Wahl zum Vorsteher des Kanifing Municipal Councils |        |                     |         |             |
|                                                    | Partei | Kandidat            | Stimmen | Stimmanteil |
|                                                    | APRC   | Yankuba Colley      | 19.073  | 69,39 %     |
|                                                    | UDP    | Mamadou A. Danso    | 8.412   | 30,61 %     |
|                                                    |        | abgegebene Stimmen: | 27.485  |             |

Bei den Wahlen in der Kanifing Administrative Area wurde der Gemeinderat von der Gemeinde Kanifing, dem Kanifing Municipal Council, neu gewählt. Gewählt wurde, für dessen Vorsteher, dem Bürgermeister (englisch Mayor of Kanifing Municipal), der Kandidat der Alliance for Patriotic Reorientation and Construction (APRC) Yankuba Colley.
Gemeinderatsmitglieder:
- Bakau
  - Alh. Adama Bahoum (APRC) für den Wahlbezirk Bakau Newtown/Fajara
  - Ousman Rambo Jatta (UDP) für den Wahlbezirk Old Bakau/Cape Point
- Jeshwang
  - Ramou Jobe (APRC) für den Wahlbezirk Kanifing
  - Momodou L. Badgie (APRC) für den Wahlbezirk New Jeshwang/Ebo Town
  - Sheriff S. Sarr (APRC) für den Wahlbezirk Old Jeshwang
- Serekunda East
  - Salimatou S. Susso (APRC) für den Wahlbezirk Abuko
  - Ousman Fatty (APRC) für den Wahlbezirk Latrikunda Sabiji
  - Mariama B. Badjie (APRC) für den Wahlbezirk Tallinding
  - Ousman M. Gasama (APRC) für den Wahlbezirk Fajikunda
- Serekunda Central
  - Ebrima Tamba (APRC) für den Wahlbezirk Bundung Borehole/Bantaba
  - Katim Touray (APRC) für den Wahlbezirk Bundung Six Junction/Muritani
  - Millo Savage (APRC) für den Wahlbezirk Serekunda/London Corner
- Serekunda West
  - Basiru Camara (APRC) für den Wahlbezirk Dippa Kunda
  - Paul J. Preirra (APRC) für den Wahlbezirk Latrikunda Yiringanya
  - Salieu Manneh (parteilos) für den Wahlbezirk Manjai Kunda
  - Yusupha Sanyang (APRC) für den Wahlbezirk Bakoteh (ohne Gegenkandidaten)
  - Momodou Jaiteh (APRC) für den Wahlbezirk Kololi (ohne Gegenkandidaten)

### Brikama Area Council
Bei den Wahlen in der Brikama Administrative Area wurde der Regionalrat von der West Coast Region, dem Brikama Area Council, neu gewählt. Es nicht belegt, wer für dessen Vorsteher gewählt wurde.
Ratsmitglieder:
- Foni Jarrol
  - Momodou M. Bah (APRC) für den Wahlbezirk Sintet (ohne Gegenkandidaten)
  - Tumani B. Sambou (APRC) für den Wahlbezirk Wassadou (ohne Gegenkandidaten)
- Foni Bondali
  - Hamadi Sowe (APRC) für den Wahlbezirk Mayork (ohne Gegenkandidaten)
  - Kaddy Camara (APRC) für den Wahlbezirk Bantanjang (ohne Gegenkandidaten)
- Foni Kansala
  - Kabba Bojang (APRC) für den Wahlbezirk Kanilai (ohne Gegenkandidaten)
  - Fatou Mam Nyassi Dukureh (APRC) für den Wahlbezirk Bwaim (ohne Gegenkandidaten)
- Foni Bintang
  - Bakary S. Sanneh (APRC) für den Wahlbezirk Kusamai (ohne Gegenkandidaten)
  - Alh. Sutay Jarjue (APRC) für den Wahlbezirk Sibanor (ohne Gegenkandidaten)
- Foni Brefet
  - Ismaila Badjie (parteilos) für den Wahlbezirk Bulock
  - Sunkary Badjie (APRC) für den Wahlbezirk Somita (ohne Gegenkandidaten)
- Kombo South
  - Sarja Gibba (APRC) für den Wahlbezirk Sanyang
  - Lamin Jamba Jammeh (APRC) für den Wahlbezirk Kartong (ohne Gegenkandidaten)
  - Ebrima Janko CS Bojang (APRC) für den Wahlbezirk Gunjur (ohne Gegenkandidaten)
- Kombo East
  - Alagie K. Kujabi (APRC) für den Wahlbezirk Kafuta (ohne Gegenkandidaten)
  - Omar Sowe (APRC) für den Wahlbezirk Pirang (ohne Gegenkandidaten)
  - Ebrima Kujabi (APRC) für den Wahlbezirk Giboro (ohne Gegenkandidaten)
- Kombo North
  - Ebra Faal (APRC) für den Wahlbezirk Sukuta (ohne Gegenkandidaten)
  - Mariama Bah-Saine (APRC) für den Wahlbezirk Banjulunding (ohne Gegenkandidaten)
  - Fabakary Manneh (APRC) für den Wahlbezirk Lamin (ohne Gegenkandidaten)
  - Alh. Bolong BLK Jatta (APRC) für den Wahlbezirk Busumbala (ohne Gegenkandidaten)
- Kombo Central
  - Momodou Ceesay (APRC) für den Wahlbezirk Kembujeh
  - Lamin H. Bojang (APRC) für den Wahlbezirk Nyambai
  - Lamin Jarjue (parteilos) für den Wahlbezirk Marakissa
  - Jammeh K. Sanneh (APRC) für den Wahlbezirk Suba (ohne Gegenkandidaten)

### Kerewan Area Council
Bei den Wahlen in der Kerewan Administrative Area wurde der Regionalrat von der North Bank Region, dem Kerewan Area Council, neu gewählt. Es nicht belegt, wer für dessen Vorsteher gewählt wurde.
Ratsmitglieder:
- Lower Niumi
  - Kawsu Marong (APRC) für den Wahlbezirk Essau
  - Sheriff M. Hydara (APRC) für den Wahlbezirk Medina Serign Mass
- Upper Niumi
  - Ebou Gaye (APRC) für den Wahlbezirk Prince (ohne Gegenkandidaten)
  - Omar A. Bah (APRC) für den Wahlbezirk Pakau (ohne Gegenkandidaten)
- Jokadu
  - Lamin Mbowe (APRC) für den Wahlbezirk Kerr Jarga
  - Kemo J. Kassama (APRC) für den Wahlbezirk Darsilami
- Lower Baddibu
  - Alh. Lamin Ceesay (APRC) für den Wahlbezirk Kerewan
  - Kebba Sawaneh (UDP) für den Wahlbezirk Saaba
- Central Baddibu
  - Muhammed Njie (UDP) für den Wahlbezirk Salikene
  - Yerro D. M. Bah (parteilos) für den Wahlbezirk Njaba Kunda
- Illiasa
  - Wuyeh Dampha (parteilos) für den Wahlbezirk Noo Kunda
  - Tamba Marong (APRC) für den Wahlbezirk Katchang (ohne Gegenkandidaten)
  - Omar W. Bah (APRC) für den Wahlbezirk Kubandarr (ohne Gegenkandidaten)
  - Wassa Sowe (APRC) für den Wahlbezirk Farafenni (ohne Gegenkandidaten)
- Sabach Sanjal
  - Ousman Touray (parteilos) für den Wahlbezirk Sabach
  - Kebba Sabally (APRC) für den Wahlbezirk Sanjal

### Mansakonko Area Council
Bei den Wahlen in der Mansakonko Administrative Area wurde der Regionalrat von der Lower River Region, dem Mansakonko Area Council, neu gewählt. Es nicht belegt, wer für dessen Vorsteher gewählt wurde.
Ratsmitglieder:
- Kiang West
  - Buba Manneh (APRC) für den Wahlbezirk Kiang Jualar
  - Omar Bah (UDP) für den Wahlbezirk Kiang Banta
- Kiang Central
  - Fa Bakary Sanneh (APRC) für den Wahlbezirk Kwinella
  - Demba Bah (APRC) für den Wahlbezirk Jiroff (ohne Gegenkandidaten)
- Kiang East
  - Majula Joof (APRC) für den Wahlbezirk Kaiaf (ohne Gegenkandidaten)
  - Ebrima Colley (APRC) für den Wahlbezirk Massembeh (ohne Gegenkandidaten)
- Jarra West
  - Lamin A. Jobe (APRC) für den Wahlbezirk Jaduma
  - Foday Camara (APRC) für den Wahlbezirk Jikoko (ohne Gegenkandidaten)
- Jarra Central
  - Musa Kebbeh (APRC) für den Wahlbezirk Jalembereh (ohne Gegenkandidaten)
  - Momodou Jawo (APRC) für den Wahlbezirk Buiba (ohne Gegenkandidaten)
- Jarra East
  - Kebba Fatty (APRC) für den Wahlbezirk Bureng (ohne Gegenkandidaten)
  - Samba Kandeh (APRC) für den Wahlbezirk Pakaliba (ohne Gegenkandidaten)

### Janjanbureh Area Council
Bei den Wahlen in der Janjanbureh Administrative Area wurde der Regionalrat von der Central River Region, dem Janjanbureh Area Council, neu gewählt. Es nicht belegt, wer für dessen Vorsteher gewählt wurde.
Ratsmitglieder:
- Janjanbureh
  - Ebrima Janko Foon (APRC) für den Wahlbezirk Maccarthy (ohne Gegenkandidaten)
- Upper Fulladu West
  - Amadou A. Jallow (APRC) für den Wahlbezirk Sare Soffie
  - Amie Ceesay (APRC) für den Wahlbezirk Bansang
  - Sann Manneh (APRC) für den Wahlbezirk Daru (ohne Gegenkandidaten)
  - Alh. Nenneh Mbye (APRC) für den Wahlbezirk Galleh (ohne Gegenkandidaten)
- Lower Fulladu West
  - Omar Jallow (APRC) für den Wahlbezirk Fulabantang
  - Samba Wadda (APRC) für den Wahlbezirk Kerewan
  - Alh. Ketuta Ceesay (APRC) für den Wahlbezirk Brikamaba (ohne Gegenkandidaten)
- Niamina Dankunku
  - Samba MP. Bah (APRC) für den Wahlbezirk Dankunku
- Niamina West
  - Alh. Demba S. Bah (parteilos) für den Wahlbezirk Catamina
- Niamina East
  - Madi Gaye (APRC) für den Wahlbezirk Jareng (ohne Gegenkandidaten)
  - Maku Ceesay (APRC) für den Wahlbezirk Kudang (ohne Gegenkandidaten)

### Kuntaur Area Council
Bei den Wahlen in der Kuntaur Administrative Area wurde der Regionalrat von der Central River Region, dem Kuntaur Area Council, neu gewählt. Es nicht belegt, wer für dessen Vorsteher gewählt wurde.
Ratsmitglieder:
- Lower Saloum
  - Mamad Mbye (APRC) für den Wahlbezirk Kaur
  - Serign Joof (APRC) für den Wahlbezirk Ballanghar (ohne Gegenkandidaten)
- Upper Saloum
  - Saihou Samba (APRC) für den Wahlbezirk Panchang
  - Amie Channeh Ceesay (APRC) für den Wahlbezirk Njau (ohne Gegenkandidaten)
- Niani
  - Sibiti Jallow (NRP) für den Wahlbezirk Kuntaur
  - Alhagie Sarge (APRC) für den Wahlbezirk Nyanga
- Nianja
  - Alasan Fatou York (APRC) für den Wahlbezirk Chamen
- Sami
  - Janko Ceesay (APRC) für den Wahlbezirk Pachonki
  - Musa Samura (APRC) für den Wahlbezirk Banni
  - Momodou Badjan (APRC) für den Wahlbezirk Karantaba

### Basse Area Council
Bei den Wahlen in der Basse Administrative Area wurde der Regionalrat von der Upper River Region, dem Basse Area Council, neu gewählt. Es nicht belegt, wer für dessen Vorsteher gewählt wurde.
Ratsmitglieder:
- Jimara
  - Muhamed A. K. Mballow (APRC) für den Wahlbezirk Julangel (ohne Gegenkandidaten)
  - Samba Baldeh (APRC) für den Wahlbezirk Gambisara (ohne Gegenkandidaten)
- Basse
  - Aja Mariama Jaw (APRC) für den Wahlbezirk Basse (ohne Gegenkandidaten)
  - Ousainou Baldeh (APRC) für den Wahlbezirk Sabi (ohne Gegenkandidaten)
- Tumana
  - Mba Sawaneh (APRC) für den Wahlbezirk Dampha Kunda (ohne Gegenkandidaten)
  - Amadou Manneh (APRC) für den Wahlbezirk Kulari (ohne Gegenkandidaten)
- Kantora
  - Samba Batchilly (APRC) für den Wahlbezirk Garawol (ohne Gegenkandidaten)
  - Hassan Jawo (APRC) für den Wahlbezirk Koina (ohne Gegenkandidaten)
- Wulli West
  - Muhammed Barrow (APRC) für den Wahlbezirk Sare Ngai
  - Saibeh Juwara (NADD) für den Wahlbezirk Sutukonding
- Wulli East
  - Yahya Kanteh (APRC) für den Wahlbezirk Foday Kunda
  - Kalilu Jawo (APRC) für den Wahlbezirk Baja Kunada
- Sandu
  - Seedy Jatta (parteilos) für den Wahlbezirk Misera
  - Jahara K. S. Juwara (APRC) für den Wahlbezirk Diabugu

Im Februar 2008 wurden als nominierte Regionalratsmitglieder Seyfu June Bah, Omar Sompo Ceesay und Aja Kumba Korra mit aufgenommen.

## Nachwahlen

### Janjanbureh Area Council/Niamina East 2009
Für den 14. Mai 2009 wurde im Wahlbezirk Kudang (Wahlkreis Niamina East) eine Nachwahl angesetzt, Maku Ceesay (APRC) war zuvor Inhaber des Sitzes und verstarb. Lamin Saraba Ceesay (APRC) war der einzige Kandidat der sich für diesen Sitz im Regionalrat bewarb, er wurde Nachfolger von Ceesay.

### Basse Area Council/Wulli West 2010
Am 28. Oktober 2010 wurde im Wahlbezirk Sare Ngai (Wahlkreis Wulli West) eine Nachwahl durchgeführt, Muhammed Barrow (APRC) war zuvor Inhaber des Sitzes. Alkally Kebbeh (APRC) wurde Nachfolger von Barrow.